# Sancho d'Ávila

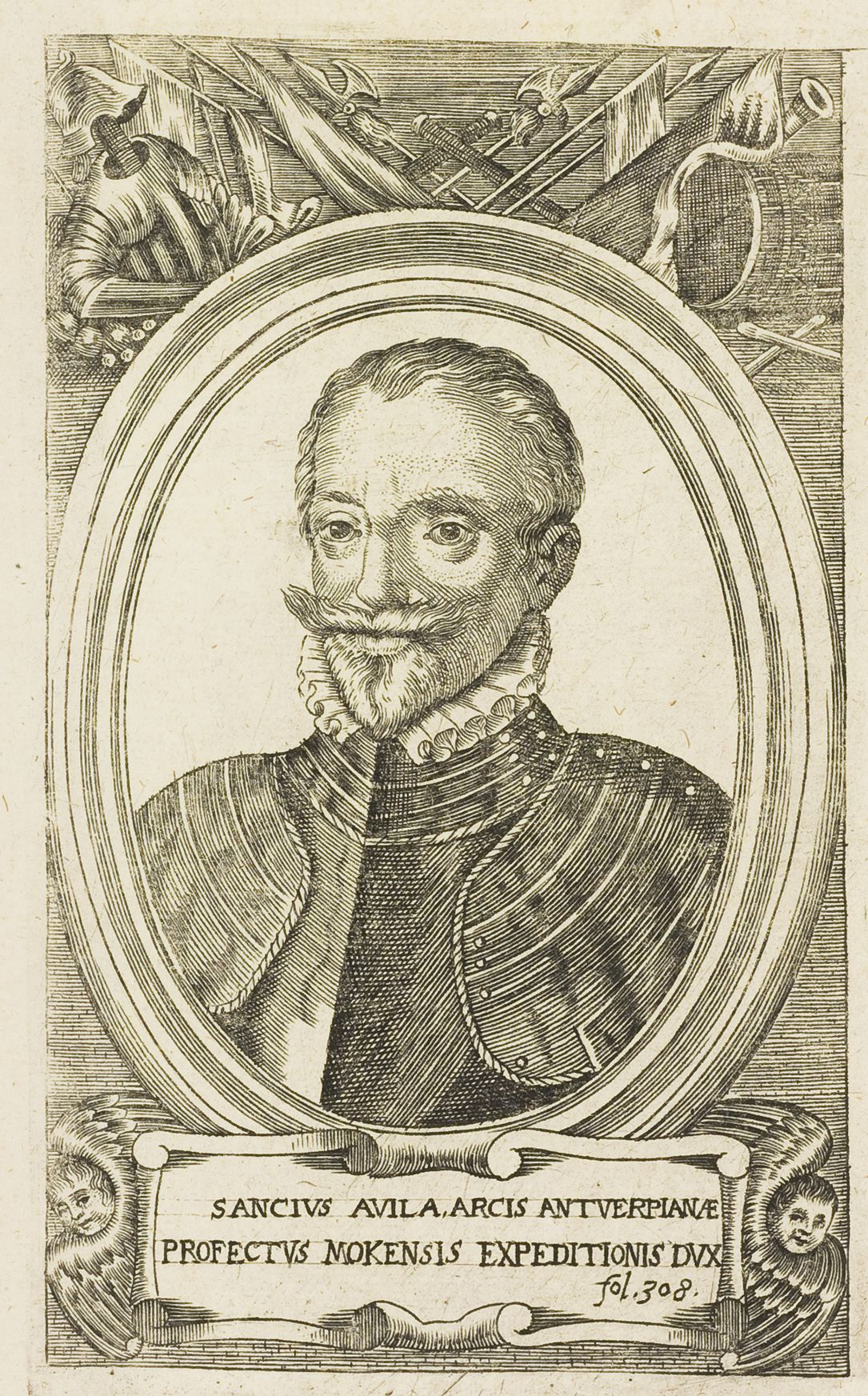
Sancho d'Ávila

Sancho d'Ávila of Dávila (Ávila, 21 september 1523 – Lissabon, 8 juni 1583) was een Spaans veldheer. Volgens geschiedschrijvers was hij een van de grootste veldheren van zijn tijd. Zijn bijnaam in het Spaans was rayo de la guerra (oorlogsbliksem).

## Beginjaren
Hij was de zoon van Antonio Blázquez d'Ávila, die vermeld staat als deelnemer aan het beleg van Fuenterrabía (1521-1524), en Ana Daza. In zijn jeugd reisde hij naar Rome voor een kerkelijke studie, maar legde zich al snel toe op een militaire carrière.
Zijn eerste ervaring deed hij op in 1545 toen hij in de strijdmacht van keizer Karel V meevocht tegen de protestante liga (Schmalkaldisch Verbond) in Duitsland. Hij vocht ook tegen de Turken van Turgut Reis in Noord-Afrika, en later in Italië samen met de hertog van Alva tegen paus Paulus IV en Hendrik I van Guise in de laatste fase van de Italiaanse Oorlogen.

## Veldheer
In 1560 nam hij - onder Filips II van Spanje - deel aan de verdediging van het eiland Djerba en werd hij gevangengenomen door de Turken. Hij werd vrijgelaten in 1561.
Hij diende eerst Fernando Álvarez de Toledo, hertog van Alva, als commandant van diens lijfwacht, en had in die functie de ondankbare opdracht de graaf Lamoraal van Egmont aan te houden.
Toen de opstand in de Nederlanden begon leed hij een nederlaag bij Le Quesnoy. 
In januari 1570 ontving hij op voorspraak van de hertog van Alva de Orde van Santiago.
In 1572 vocht hij bij het beleg van Middelburg.
Twee jaar later versloeg hij Lodewijk en Hendrik van Nassau bij de Slag op de Mookerheide. De gedisciplineerde Spaanse troepen  (5500 man) trokken aan de westkant van de Maas  (thans Land van Cuijk) op richting Mook. Zij staken in de vooravond van 13 april 1574 bij Grave de Maas over en overnachtten op een driehoekige vlakte tussen Heumen en Overasselt . De huurlingen van de Zeven Provincies (7500 man vooral Duitse infanteristen), gelegerd aan de oostkant van de Maas bij het dorpje Mook, de Mookerheide, werden vanuit het dorpje Katwijk met ketelmuziek de hele nacht wakker gehouden en waren in onzekerheid waar de Spaanse troepen zich precies bevonden. Deze vielen de vermoeide Nederlandse huurlingen op 14 april vanuit Heumen aan en hakten hen in de pan. Deze aanpak wordt de list van D'Ávila genoemd. Slechts enkele tientallen Spanjaarden kwamen om, maar duizenden huurlingen van Nederland.
D'Ávila was daarna commandant van de citadel van Antwerpen. Hij beraamde en leidde in 1576 de plundering van Antwerpen (Spaanse Furie) die de stad drie dagen lang herschiep tot een hel. Vele duizenden burgers werden toen vermoord door Spaanse troepen. In 1577 was hij genoodzaakt met de Spaanse troepen het land te verlaten, maar later keerde hij met Alexander Farnese, prins van Parma terug.
Hij onderscheidde zich bij de Slag bij Alcântara (1580), maar overleed tijdens de veldtocht in Portugal aan een kleine verwonding (schop van een paard) die geïnfecteerd raakte. Hij werd eerst begraven in het klooster van San Francisco in Lissabon, maar later herbegraven in de kerk San Juan Bautista in zijn geboortestad Ávila.
Een nakomeling, Gerónimo Manuel Dávila, publiceerde een biografie in 1713 in Valladolid onder de titel El rayo de la guerra, hechos de Sancho de Ávila, y sucesos de aquellos tiempos.
In Mook (buurtschap Bisselt) is een straat naar hem vernoemd.

## Voetnoten
1. ↑  Gearchiveerde kopie. Gearchiveerd op 24 oktober 2012. Geraadpleegd op 11 augustus 2011.

- Biblioteca Nacional de España: XX1517407
- Bibliothèque nationale de France: cb16539351c (data)
- Gemeinsame Normdatei: 141649615
- International Standard Name Identifier: 0000 0000 7982 1469
- Library of Congress Control Number: n84221587
- Nederlandse Thesaurus van Auteursnamen: 269107460
- Système universitaire de documentation: 160558417
- Virtual International Authority File: 6348238
- WorldCat: E39PBJfrMbTjmhwgkkV87QRYfq